# Al Doilea Imperiu Francez
Al Doilea Imperiu Francez (franceză Le Second Empire français), sau Al doilea Imperiu, a fost regimul bonapartist imperial al lui Napoléon al III-lea, ființând din 1852 până în 1870, între a doua Republică și a treia Republică Franceză. Deși Președinte al francezilor, Louis-Napoléon Bonaparte nu se bucura de sprijinul adunării parlamentare conservatoare, motiv pentru care organizează lovitura de stat din 2 decembrie 1851 care îi permite să impună o nouă constituție și să proclame Imperiul Francez, zis și al doilea pentru a-l distinge de Imperiul Francez al unchiului său, Napoléon I. Prima jumătate a acestui al doilea Imperiu este cunoscută în istorie ca 'Imperiul autoritar', în vreme ce a doua este numită 'Imperiul liberal'. Războiul franco-prusac din 1870, prost gestionat de partea franceză, duce la o înfrângere militară în fața Germaniei lui Bismarck și la sfârșitul celui de-al doilea Imperiu francez.

## Originile Imperiului
Constituția franceză din 14 ianuarie 1852, instituită de Napoléon al III-lea era în linii mari inspirată de cea din anul revoluționar VIII (9 noiembrie 1799). Dreptul de vot universal pentru bărbați este reinstaurat, însă puterea executivă este concentrată în mâinile șefului statului. Acesta poate numi membrii Consiliului de stat, a cărui responsabilitate era să pregătească legile, și membrii Senatului, un corp indisolubil și parte integrantă a Imperiului. Corpul legislativ, camera inferioară a parlamentului, era ales pe baza dreptului de vot universal pentru alegătorii de sex masculin, dar nu avea drept de inițiativă legislativă, puterii executive revenindu-i și această atribuțiune. Legile trebuiau însă a fi votate de parlament. Această schimbare politică avu în scurt timp aceleași consecințe ca și proclamarea primului Imperiu.
Printr-un referendum organizat pe 21 noiembrie 1852, aceste modificări sunt aprobate de o largă majoritate, 7.824.000 alegători votând pentru și doar 253.000 împotrivă, deși o importantă minoritate , numărând două milioane de votanți, a preferat să se abțină. Demnitatea imperială este restabilită în favoarea lui Louis-Napoléon Bonaparte, numit de la această dată Împăratul Napoléon al III-lea.

## Imperiul autoritar

### Constituția, mecanismele imperiale și evoluția acestora
Chiar daca mecanismul guvernamental era cvasi-identic cu cel din primul Imperiu, cel de-al doilea Imperiu avea alte principii legitimizante. Funcția Imperiului, așa cum îî placea Împăratului Napoléon al III-lea să afirme, era de a ghida poporul în interiorul țării spre dreptate, și pe plan extern spre o pace eternă. Cu legitimitatea puterii asigurată de sufragiul universal masculin care îi confirmase dreptul la conducere, și reproșând în mod repetat guvernelor oligarhice anterioare că au neglijat problemele sociale, Împăratul se hotărî să le rezolve punând bazele unui guvern pe principiile unor 'idei napoleoniene', adică cele ale Împăratului - alesul poporului, reprezentant al poporului, al democrației și urmaș al marelui Napoléon I, eroul Revoluției franceze, și prin urmare garant al moștenirii revoluționare.

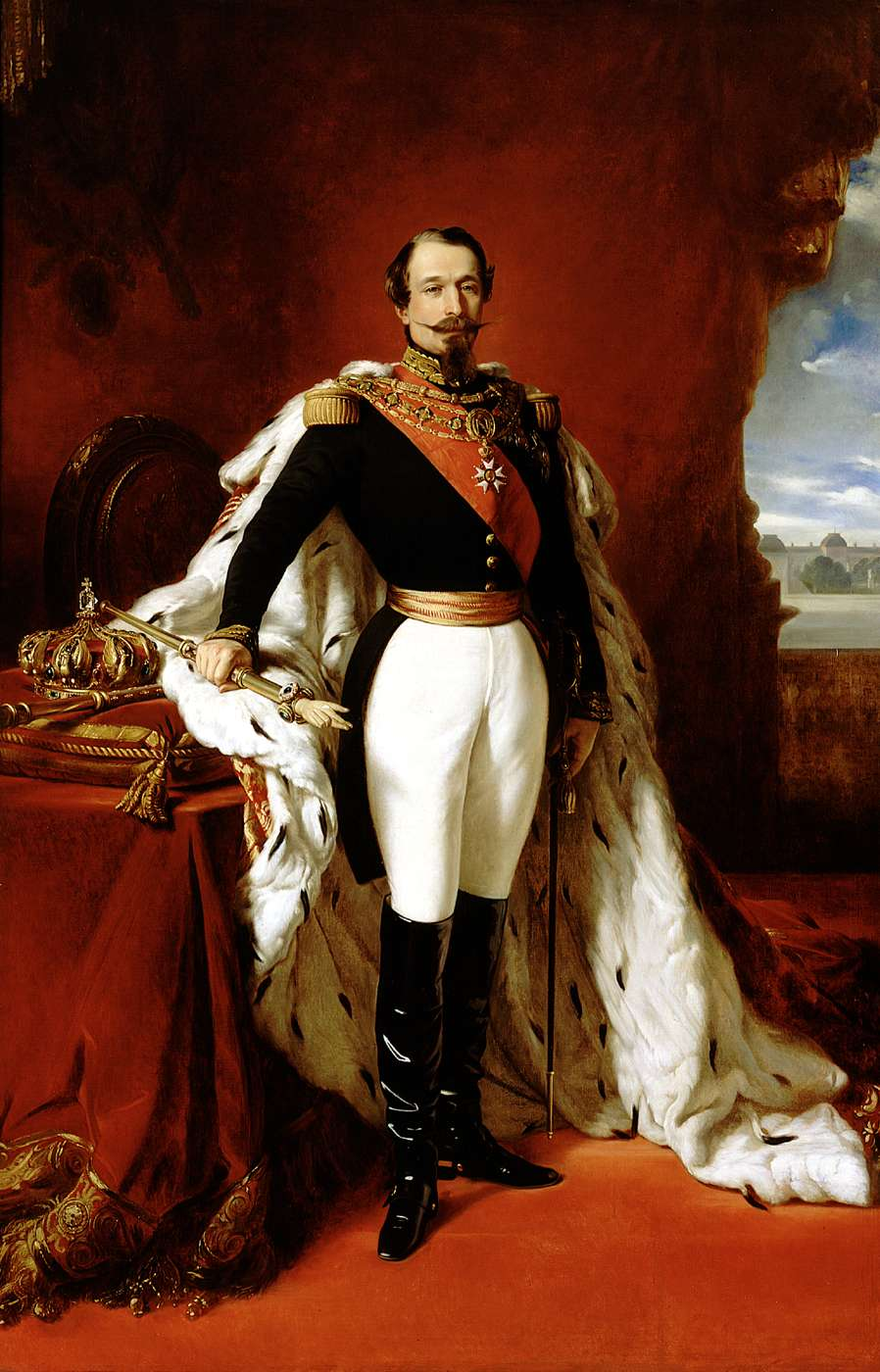
Împăratul Napoléon al III-lea

Napoléon al III-lea avea însă destul de repede să demonstreze că în accepțiunea sa dreptatea socială nu era același lucru cu libertatea. Acționând de așa manieră încât principiile revoluției din 1848 să nu mai fie decât o simplă fațadă, Împăratul răpește garanților societății civile o reală putere. Camera inferioară a parlamentului, numită Corpul legislativ, nu avea dreptul să își aleagă un lider, sau să aducă modificări de detaliu legii bugetului statului, sau să organizeze dezbateri publice. Sufragiul universal masculin nu ducea de asemenea la rezultate imparțiale deoarece sistemul candidaturilor oficiale limita accesul la putere al candidaților considerați indezirabili de către regim. Mai pot fi menționate și cenzura asupra exprimării libere, și ajustări ale circumscripțiilor electorale astfel încât votul opoziției să fie diluat în zonele rurale unde masele votau cu guvernul. Presa era supusă unui regim de 'cauțiune' sau bună purtare, conform căruia o sumă de bani era depusă cu titlu de garanție, precum și un regim de 'avertismente', adică cereri formulate de ministerul de Interne privind încetarea publicării anumitor articole, cu amenințarea suspendării sau interzicerii publicației respective. Cărțile erau supuse unui regim de cenzură.
Pentru a contracara opoziția la nivel individual și de grup, un regim  de supraveghere a suspecților fu instaurat. Tentativa de asasinat din 1858 a lui Felice Orsini asupra Împăratului , soldată cu un eșec,  avu totuși repercusiuni pe plan intern. Acestea par cu atât mai puțin justificate dacă se ține cont că motivația atentatului era una de politică externă, respectiv amestecul Franței în chestiunea reunificării Italiei. Acest eveniment a fost pretextul autorităților imperiale pentru a intensifica severitatea regimului prin legea siguranței generale, propusă de generalul Espinasse cu sprijinul moderat al Împăratului, lege prin care se autorizau măsuri ca: închiderea, azilul sau deportarea oricărui suspect fără proces. În același chip, educația publică era dirijată de către stat, studiul istoriei si filozofiei fiind interzis la nivelul ciclului liceal iar puterile disciplinare ale administrație au fost mărite.
În primii șapte ani ai Imperiului, Franța nu a avut o viață politică propriu-zisă. Imperiul era perpetuat prin reconfirmări ale referendumurilor. Până în 1857 nu exista nici un parlamentar de opoziție, în vreme ce până în 1860 ea consta doar în cinci membri: Louis Darimon, Émile Ollivier, Jacques Hénon, Jules Favre și Ernest Picard. În același timp monarhiștii, atât cei din ramura Bourbonilor cât și din cea a Orleaniștilor, după eșecul tentativei de lovitură de stat  din 1853 de la Frohsdorf,  se aliază în speranța unei viitoare restaurații care să îi favorizeze.

### Viața economică a Imperiului
Succesul financiar al administrației imperiale se sprijinea pe un număr de elemente precum serbări și ceremonii publice, botezul Prințului Imperial, viitorul Napoléon al IV-lea, sau paradele militare după succesele de la Magenta și Solferino, toate menite a reduce la tăcere vocile critice din interiorul Imperiului. Napoléon al III-lea a căutat să obțină și girul clerului, marilor bancheri, magnați industriali și latifundiarilor. Administrația imperială nu a intervenit excesiv în economie, excepție făcând ambițiile Împăratului în ce privește proiectele de ameliorare socială, și diversele bănci cu capital de stat menite să contrabalanseze influența englezească la nivel internațional, și să asigure mecanisme moderne de finanțare la nivel intern, decalajul față de Regatul Unit fiind substanțial la acest capitol.
Îndemnul adresat de regele Louis-Philippe în 1840, 'enrichissons-nous' (să ne îmbogățim) a fost reluat ca motto. Sub influența oamenilor de afaceri, mari companii de credit au fost înființate cu bani publici: Crédit Foncier de France sau  Crédit mobilier, iar sistemul francez de căi ferate era gestionat de șase mari companii între 1852 și 1857. Apetitul speculativ al pieței a fost sporit de intrarea pe piață a noilor rezerve de aur descoperite în California și Australia, consumul fiind întreținut de o scădere generală a prețurilor între anii 1856 și 1860, datorat unui boom economic ce a survenit prăbușirii barierelor de liber schimb, așa cum se petrecuse deja și în Regatul Unit. Climatul economic a fost bun între 1852 și 1857, criza din 1857 neafectând Franța.
Exposiția Universală de la Paris din 1855 a constituit vârful acestei perioade. Perioada romantică lua sfârșit, filosofia îndreptându-se spre scepticism iar literatura spre divertisment. Activitățile curții de la Compiègne dictau moda burgheziei în materie de dans, muzică și îmbrăcăminte, iar clasa de mijloc era mulțumită de un guvern care nu îi dăuna intereselor financiare.

### Repoziționare în Europa
Deși imperiul era puternic, persoana și caracterul Împăratului arătau anumite caracteristici de slăbiciune. Încăpățânat și idealist, acesta avea multe planuri dintre care multe nu au putut fi realizate în timpul regimului său, sau ulterior. Congresul de la Viena, din 1815, constituia o nedreptate față de casa imperială Bonaparte care trebuia rectificată. Europa ar fi trebuit, conform principiilor napoleoniene, să fie reorganizată într-un ansamblu de mari state naționale și industriale, unite de propriile interese și de tratate comerciale, reunindu-se la congrese periodice la nivel înalt prezidate sub egida imperială-presupunând o hegemonie continentală franceză-,cât și prin expoziții universale. În acest fel puteau fi împăcate principiile revoluționare cu tradiția istorică, aceasta reprezentând o chestiune pe care nici Restaurația Bourbonilor, în persoana lui Ludovic al XVIII-lea, nici Monarhia din Iulie, nici a Doua Republică nu au fost capabile să o rezolve.  Dreptul de vot pentru toți bărbații, la nivel continental, punerea bazelor unor state-națiuni ca Italia, Germania și România, acestea erau îndatoririle continuatorilor Revoluției Franceze și primului Imperiu.
Politica externă ambițioasă a primului Imperiu Francez fu continuată de Napoléon al III-lea. Ca și unchiul său, acesta vede în Franța o putere europeană și mondială de prim rang care trebuie să își asume și joace destinul pe scena diplomației, de la egal cu Austria, Rusia, Prusia și Regatul Unit. Acestea patru hotărâseră însă la Congresul de la Viena din 1815 că Franța trebuie pedepsită pentru că l-a acceptat din nou pe Napoléon I ca Împărat, pe perioada domniei de 100 de zile dintre exilul de pe Insula Elba și cel de pe Insula Sf. Elena. Răsturnarea acestei nedreptăți față de puterea tradițional dominantă în Occident era un țel declarat al lui Napoléon al III-lea. Ocazia pentru ca Franța să se reafirme a venit cu Războiul Crimeii.

### Războiul Crimeii
Pentru mai multe detalii, vedeți Războiul Crimeii.
Ca urmare a dorinței de a controla strâmtorile Bosfor și Dardanele, Rusia invadează Principatele Române pentru a avea acces cu flota din Marea Neagră spre Marea Mediterană. Această zonă se bucură de o importanță strategică deloc neglijabilă, mai ales pentru Regatul Unit. Franța se alătură Regatului Unit și declară război Rusiei pe 27 martie 1854, Împăratul francez cautând astfel să invalideze Sfânta Alianță din 1815 între Prusia, Rusia și Regatul Unit. Franța se erija de asemenea și în campioana intereselor catolice în regiunea Ierusalimului, unde Rusia obținuse concesii importante pentru ortodoxie în gestionarea locurilor sfinte de la un imperiu otoman în declin. Celor două puteri vestice li se alătură embrionicul regat al Piemontului si Sardiniei, viitor nucleu al Italiei. Războiul Crimeii, soldat cu pierderi neașteptat de mari de toate părțile,75.000 de francezi murind spre exemplu în asediul Sevastopolului, dădu un semnal de alarmă în ce privește nepregătirea armatei franceze, însă acest semnal nu a fost în mod suficient luat în seamă. Conflictul se încheie la data de 10 septembrie 1855, cu o Rusie ce renunță la tutela asupra Principatelor Române. Politica de conservare a statutului Imperiului Otoman, începută de regele Francisc I al Franței avea să îi asigure împăratului sprijinul în această chestiune și din partea facțiunilor politice franceze liberale și monarhiste.
Regimul se află la zenit, odată cu excluderea influenței rusești din zona Mării Negre și cu nașterea prințului Eugène, care urma să îi asigure lui Napoléon al III-lea și dinastiei un urmaș la tron. Împăratul va profita de acest moment, reușind ca prin Contele Walewski, ministrul de externe al Franței, să impună pe agenda Congresului de la Paris din 1856 și chestiunea unui stat italian, de pe urma căreia aveau să profite Contele de Cavour și Regatul Piemontului și Sardiniei.

### Chestiunea Italiană
Pentru mai multe detalii, vedeți Chestiunea Italiană și Napoleon al III-lea.
Atentatul lui Orsini din 14 ianuarie 1858 nu a fost hotărâtor în ce privește atitudinea Împăratului vizavi de problema unirii italiene. Membru al societății carbonare, pentru care fratele său și-a pierdut viața, Napoleon al III-lea a putut realiza că momentul de după victoria din Crimeea era perfect pentru a îndeplini acest obiectiv care îi era atât de drag. Își dă vărul în căsătorie cu Clotilda, fiica regelui Piemontului în ianuarie 1859, consolidând alianța cu Piemontul și Sardinia. Rusia nu se opune unirii italiene, iar Regatul Unit susține acest deznodământ. Mai multă opunere a existat pe plan intern, din partea intereselor de afaceri și a catolicilor, îngrijorați de creșterea în putere a regatului piemontez în defavoarea Statelor Papale.

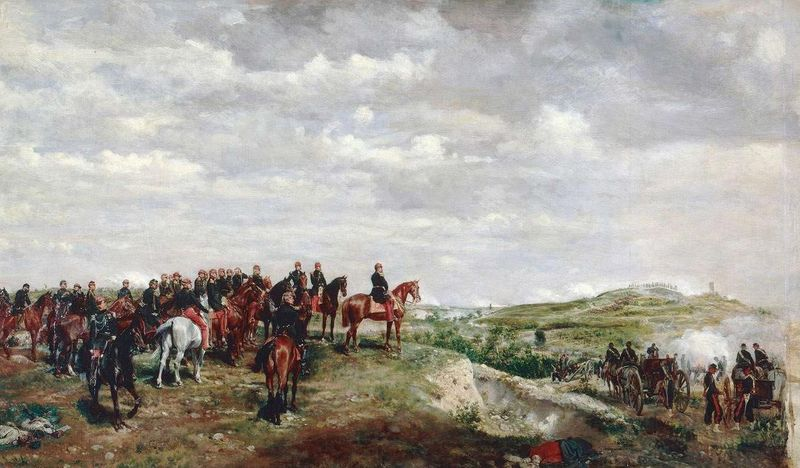
Împăratul Napoléon al III-lea la Solferino

Când Austria declară război Piemontului, în mai 1859, Franța intră de partea italienilor. Napoléon al III-lea conduce în mod nominal armata, însă deși în tinerețe cochetase cu milităria scriind tratate de artilerie, nu reușește să se ridice la nivelul măiestriei atinsă pe câmpul de bătălie de unchiul său. Reportează totuși două mari victorii, la Magenta și Solferino, pe 4 și 24 iunie 1859, fără a fi însă convins de război ca mijloc de soluționare a conflictelor, rămânând cumva dezgustat de carnagiul războiului, armata franceză suferind din nou pierderi destul de însemnate. De teama unei eventuale alianțe austro-prusace, Napoléon al III-lea încheie pacea de la Villafranca în iulie 1859. Austria câștigă astfel dreptul la o prezență în Italia, spre oroarea italienilor, frustrați că nu au putut nici acum împlini unirea. Conform acordului de la Plombières, Franța primește Nisa și Savoia, alipindu-le după un plebiscit în aprilie 1860.

### Politica colonială
Politica colonială napoleoniană nu a urmat un plan bine considerat dinainte, colonizarea franceză aflându-se de-abia la începuturi. Văzând însă în obținerea de teritorii suplimentare un mod de a spori gloria și prestigiul Imperiului, Napoléon al III-lea și Chasseloup-Laubat modernizează marina militară și reușesc să tripleze posesiunile coloniale. Noua Caledonie este anexată în 1853, urmându-i coasta Gabonului în 1862. Madagascarul este supus unui regim de protectorat comercial. Alături de Regatul Unit, Franța obține noi porturi cu privilegii speciale în China în iunie 1858, apoi invadează Beijingul în octombrie 1860. În 1863 se consfințește cucerirea Vietnamului, prin tratatul de la Hué, cât și protectoratul asupra Cambogiei. O Comisie a Coloniilor este înființată în mai 1854, reorganizând Imperiul colonial pe baza distincției între coloniile vechi și cele recent dobândite. Sfârșitul regimului de tarife preferențiale cu Franța permite celorlalte țări să facă comerț cu coloniile franceze. Algeria este integral cucerită și împăciuită în 1857, cu o victorie decisivă a trupelor franceze în munții Kabili. Împăratul încearcă să îi convingă pe beduini că sistemul colonial le aduce beneficii înființând un minister al Algeriei și coloniilor. În aprilie 1860 acestora li se redau drepturile de proprietate asupra pământului. În 1865 li se conferă și dreptul de a obține cetățenia franceză. Proiectul unui regat dominat de arabi, sub protectorat francez, este refuzat însă de Mac-Mahon, guvernatorul Algeriei, de armată și de populația de francezi stabiliți în colonie, așa-numiții coloni. Foametea din 1868 ucide jumătate de milion de algerieni, și pentru că terenurile cele mai bune, din apropierea coastei, erau cultivate doar de europeni, în principal pentru export.

## Imperiul liberal

### Problematica socială
Păturile inferioare își permiteau o oarecare neutralitate față de politică, neasociindu-se nici cu patronatul, constând în mare parte din burghezie, nici cu clasa politică.
O lege promulgată pe 23 mai 1863 dă dreptul muncitorilor, asemenea prevederilor similare adoptate deja în Regatul Unit, de a-și depune banii în societăți cooperative. O altă lege, din 25 mai 1864, le acordă dreptul la protest pentru condiții mai bune de muncă, prin grevă. Împăratul mai permite de asemenea muncitorilor asocierea în sindicate pentru a-și putea proteja mai bine interesele.

### Ascensiunea opoziției
Un punct de vedere opus guvernului veni din partea Bisericii Catolice, prin ziarul lui Louis Veillot 'Universul'. Nici măcar expediția din Siria din 1860, în favoarea minorității catolice maronite din regiune, persecutată de Druzi, nu reuși să stingă opoziția acestei părți a societății. Repercusiunile tratatului de liber schimb cu Regatul Unit, semnat în ianuarie 1860 pe baza politicilor lui Richard Cobden și Michel Chevalier, au făcut ca nemulțumiților catolici să li se alăture și reprezentanți ai intereselor industriale franceze, acum amenințate de competiția cu bunurile produse în Regatul Unit și importate în Franța, care se afla la un stadiu de dezvoltare mai puțin avansat. Astfel, atât catolicii cât și protecționiștii își găsesc în absolutismul moral al Imperiului un inamic atunci când interesele lor nu se regăsesc în politica guvernamentală.
Împăratul căută să contracareze pierderea de popularitate în rândul electoratului de dreapta cu un câștig de imagine în rândul simpatizanților stângii. După întoarcerea din Italia, legea amnistiei generale din 16 august 1859 marchează punctul de trecere de la imperiul absolutist spre imperiul liberal, apoi imperiul parlamentar, Imperiu ce avea să mai dureze încă zece ani.
Napoléon al III-lea însă va diferi aici radical de unchiul său. Nuanța de care dă dovadă în a doua parte a domniei este una pe care puține regimuri din istorie au reușit să o atingă, mai ales cele monarhice. De regulă, un regim devine autoritar, apoi încearcă să își mențină și eventual mărească privilegiile dobândite, dezvoltând eventual și un cult al personalității în jurul conducătorului. Din contră, al doilea Imperiu Francez este remarcabil ca perioadă în istoria Franței și a Europei ca un rarisim exemplu unde un suveran autoritar renunță la o parte din prerogativele sale și alege să le redea instituțiilor democratice. Camerele primesc dreptul de a comenta asupra discursului suveranului, iar presei i se acordă dreptul de a difuza aspecte ale dezbaterilor parlamentare. Politica liberală a Imperiului în Italia era privită cu reticență de către grupurile de opinie catolice franceze, iar aceste măsuri erau menite să distragă atenția de la critica pe care acestea grupuri o aduceau guvernului.
Și în rândul parlamentarilor guvernului apărură semne de independență. Dreptul de vot pe legea bugetului pe articole, acordat de Împărat în anul 1861, era o nouă armă în mâinile adversarilor regimului. Aceștia se folosiră și de noile aspecte ale conjuncutrii internaționale: criza economică provocată de războiul de secesiune american, precum și insistența Împăratului privind încheierea unei alianțe cu Regatul Unit în vederea forțării unei deschideri comerciale a porturilor în China.
Ca rezultat al concesiilor făcute de guvern, alegerile din mai-iunie 1863 produc o alianță a partidelor de opoziție, respectiv facțiunile catolice, liberale și republicane, numită Uniunea Liberală. În treacăt, interesele liberalilor și cele ale catolicilor coincideau mai puțin pe termen lung decât aversiunea lor mutuală față de bonapartism. Adolphe Thiers avea să conducă această Uniune, ce aveea patruzeci de reprezentanți în Corpul legislativ.